# Улица Бокшто
У́лица Бо́кшто (лит. Bokšto gatvė, пол. ulica Bakszta) — одна из древних улиц в Старом городе Вильнюса; упоминается в документах XV века. Поселение на горе Бакшта, возвышенном окончании улицы, существовало, как полагали историки XIX века, ещё до Гедимина, в XII веке.
На улице располагается несколько достойных внимания зданий, преимущественно двух- и трёхэтажных, историко-культурного и архитектурного значения, кафе и гостиниц. Улица начинается у площадки при Пятницкой церкви, где у пересечения с улицей Латако заканчивается улица Пилес, и ведёт в южном направлении к улице Субачяус, приблизительно параллельно улице Диджёйи; за улицей Субачяус в южном направлении идут улицы Швянтос Двасёс (прежде Святодуховская; Šv. Dvasios g.) и Страздялё (прежде Глухой переулок; Strazdelio g.).
Длина улицы около 700 метров. Движение автомобильного транспорта от улицы Субачяус до улицы Ишганитоё одностороннее, в направление к центру города. Сравнительно узкая проезжая часть улицы отличается разными видами покрытия: в начале улицы тротуарная плитка, от улицы Савичяус до конца — булыжник. Нумерация домов начинается от перекрёстка с улицами Диджёйи и Латако; по правую западную сторону нечётные дома, по левую восточную — чётные.

## Название

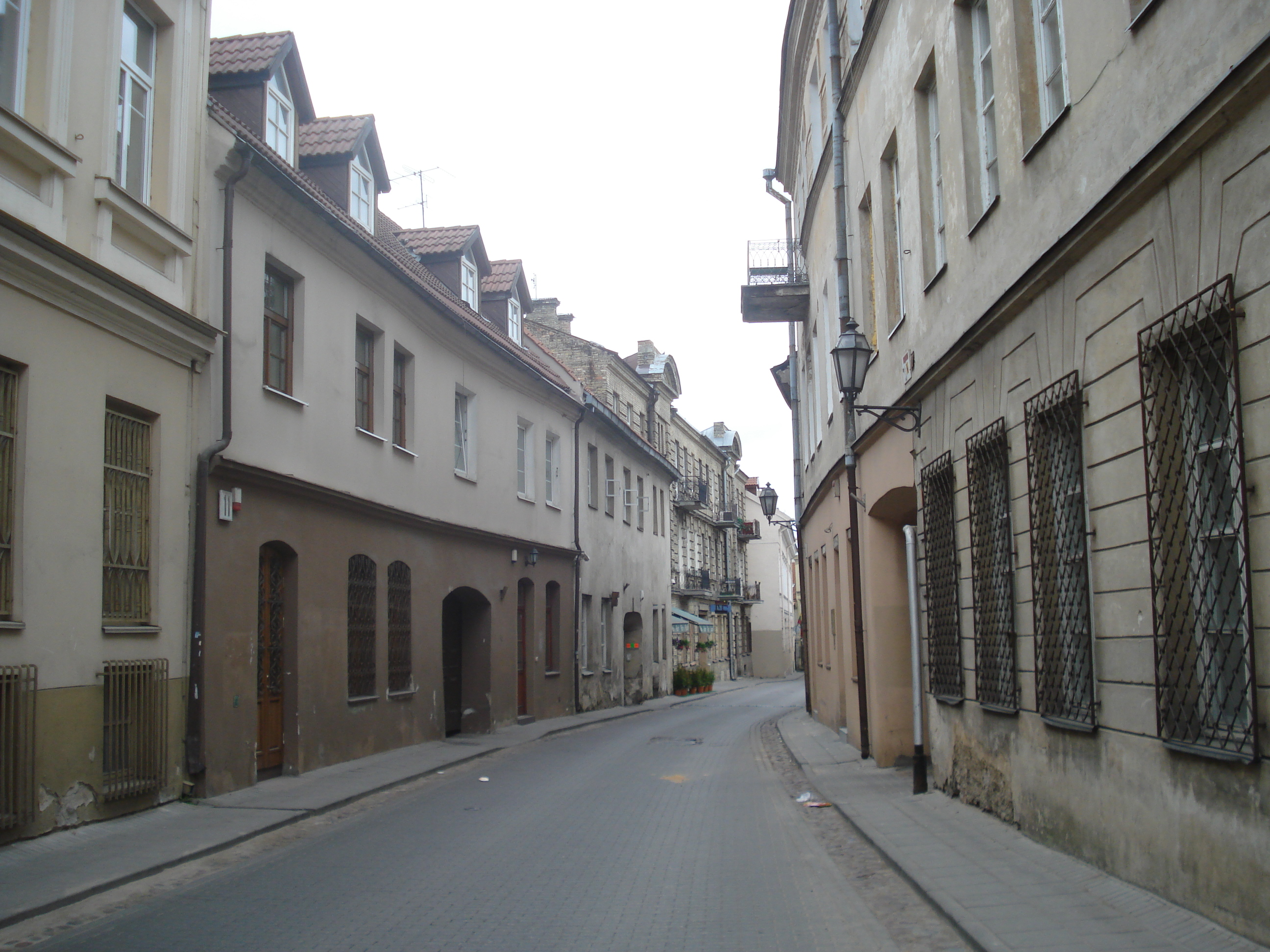
Вид на Бокшто в северном направлении

Улица сыздавна называлась улицей Савича или Савича второй, в период между Первой и Второй мировой войны до 1940 года — Бакшта (Bakszta). Название улицей Савича объясняется тем, что большой дом на этой улице принадлежал некоему Саве. Название закрепилась благодаря больнице Савича, основанной в 1744 году смоленским епископом Богуславом Корвином Гонсевским, который пожертвовал на её устройство 15 тысяч рублей и каменный дом с подсобными постройками. В больнице пользовались страдающие чахоткою, воспалительными и другими болезнями; здесь также оказывалась скорая помощь во всех случаях.
Нынешнее название связано с названием горы Бакшта. Предполагается, что на ней возвышалась башня (лит. bokštas), от которой произошло название местности и улицы.

## История

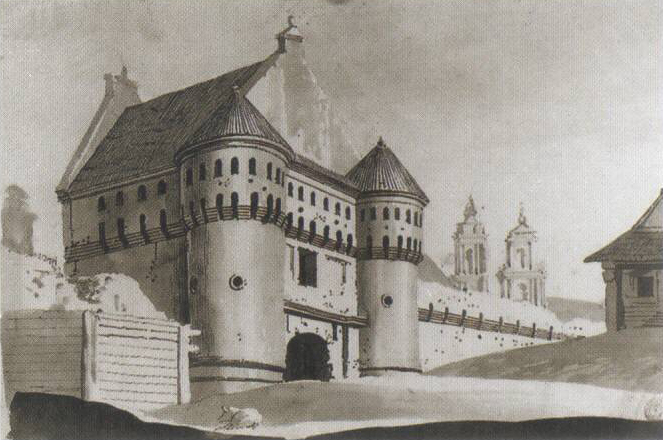
Франциск Смуглевич. Субочские ворота

На месте нынешнего перекрёстка улиц Субачяус и Бокшто в древние времена находился замок. По мнению исследователей, он существовал уже в XIV веке. Некоторые учёные отождествляли его с Кривым городом или Кривым замком, упоминаемом в старинных хрониках и сожжённым крестоносцами в 1390 году (по мнению других, Кривой город находился за рекой Вильней по соседству с Замковой горой). Достопримечательностью горы являлся туннель (около 150 метров длины), доступ к которому закрыт. Ширина и высота туннеля, колодец и устроенные в стенах ниши говорят о том, что здесь, вероятно, были тайные склады или убежище. По предположениям, туннель был сооружён в начале XVI века, когда город обносили защитной стеной.

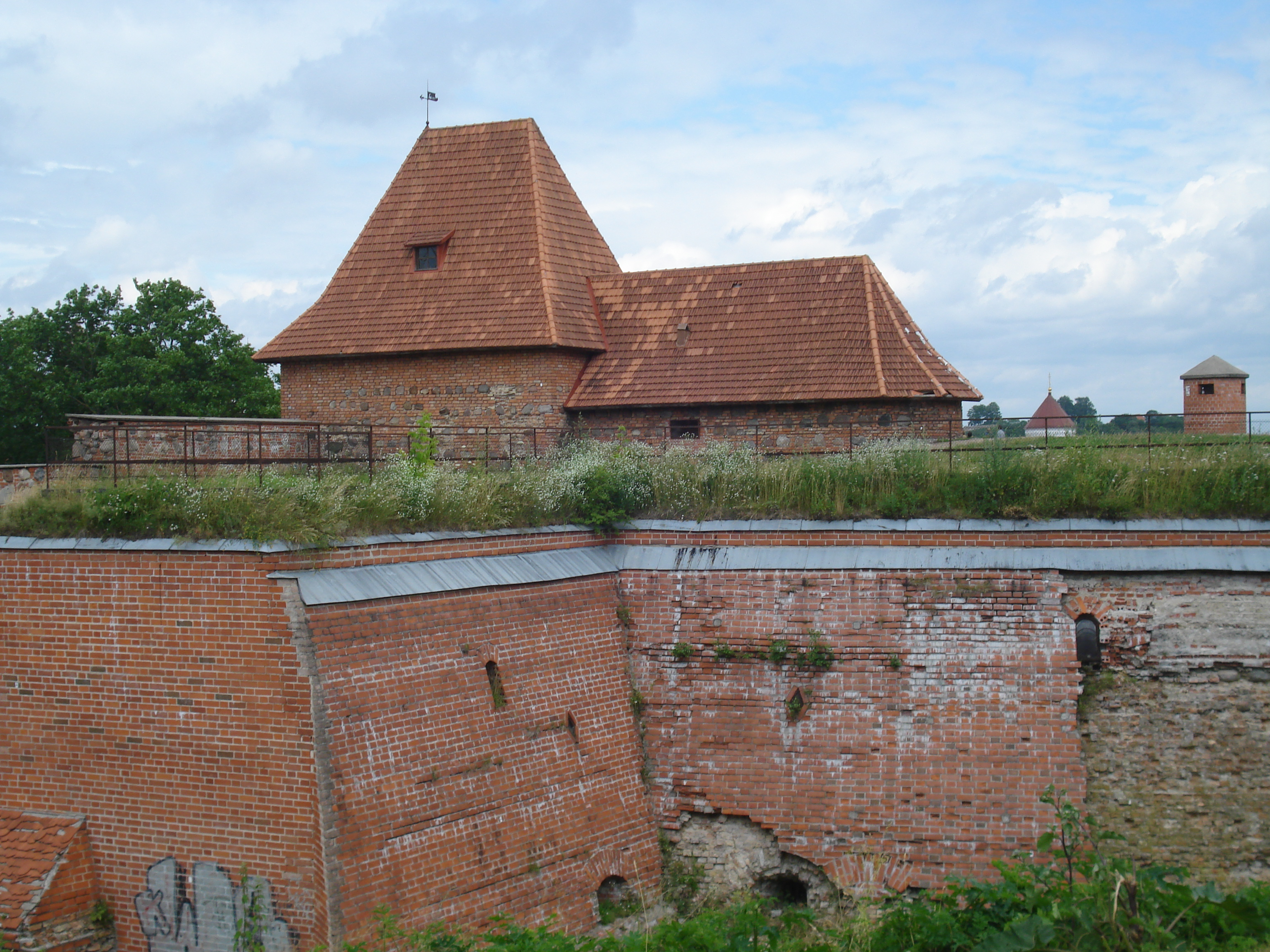
Барбакан

На горе сохранилась часть городской стены, тянущаяся вдоль улицы. У стены на месте нынешнего перекрёстка улиц Субачяус и Бокшто были хорошо укреплённые Субочские ворота (ворота Субачяус). Они изображены на рисунке художника Франциска Смуглевича, сделанном в конце XVIII века. После Второй мировой войны при расчистке развалин разрушенных домов была обнаружена часть городской стены с бойницами. Позднее она была законсервирована и частично реставрировалась. К остаткам городской стены примыкает барбакан (артиллерийский бастион), построенный около 1640 года.
В одном из домов в октябре 1918 года проходило третье заседание первого съезда Коммунистической партии Литвы. В доме под номером 12 в 1943 году состоялось заседание подпольного Вильнюсского городского и уездного комитета Коммунистической партии Литвы.

## Здания

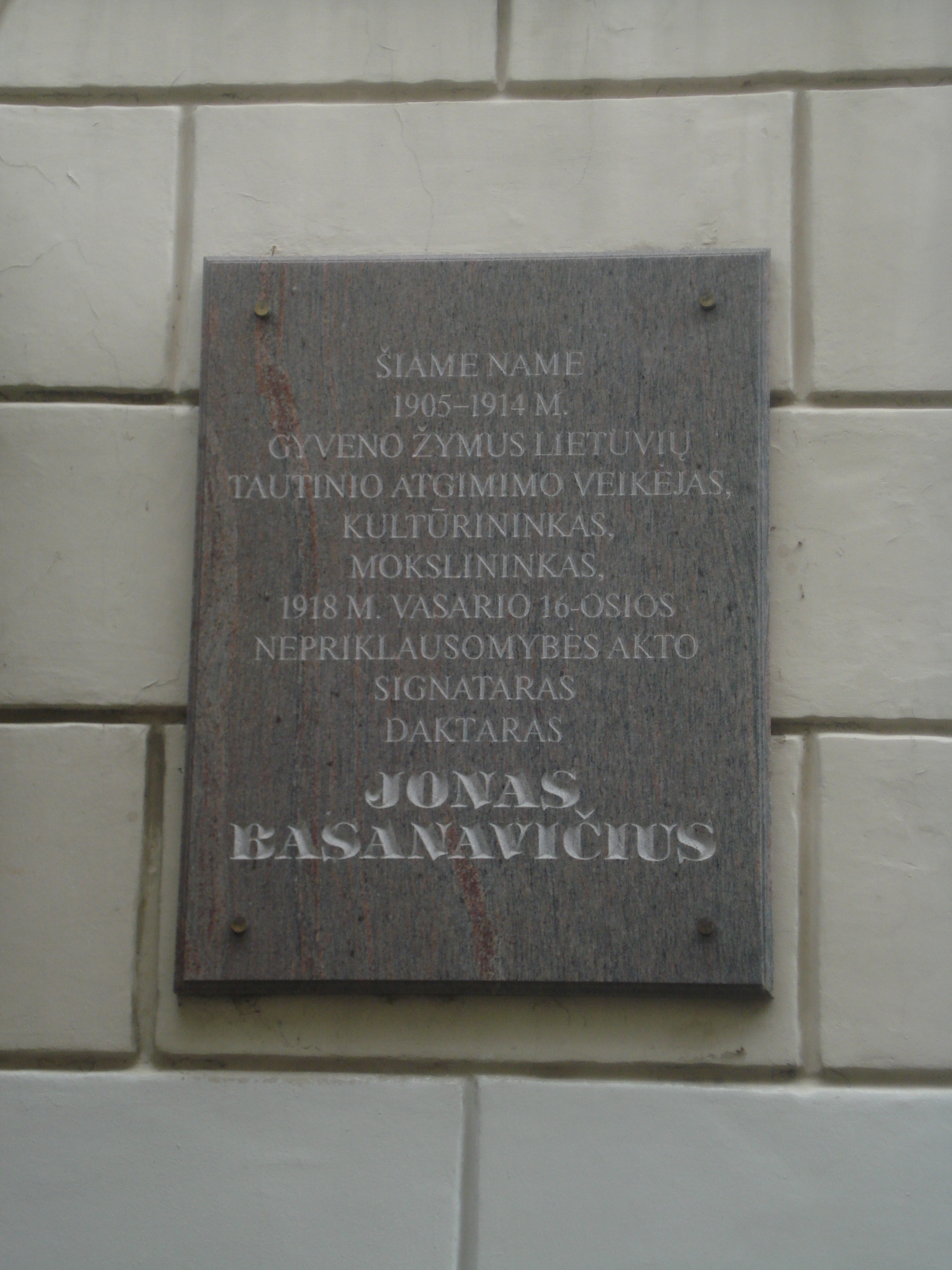
Таблица в память Йонаса Басанавичюса

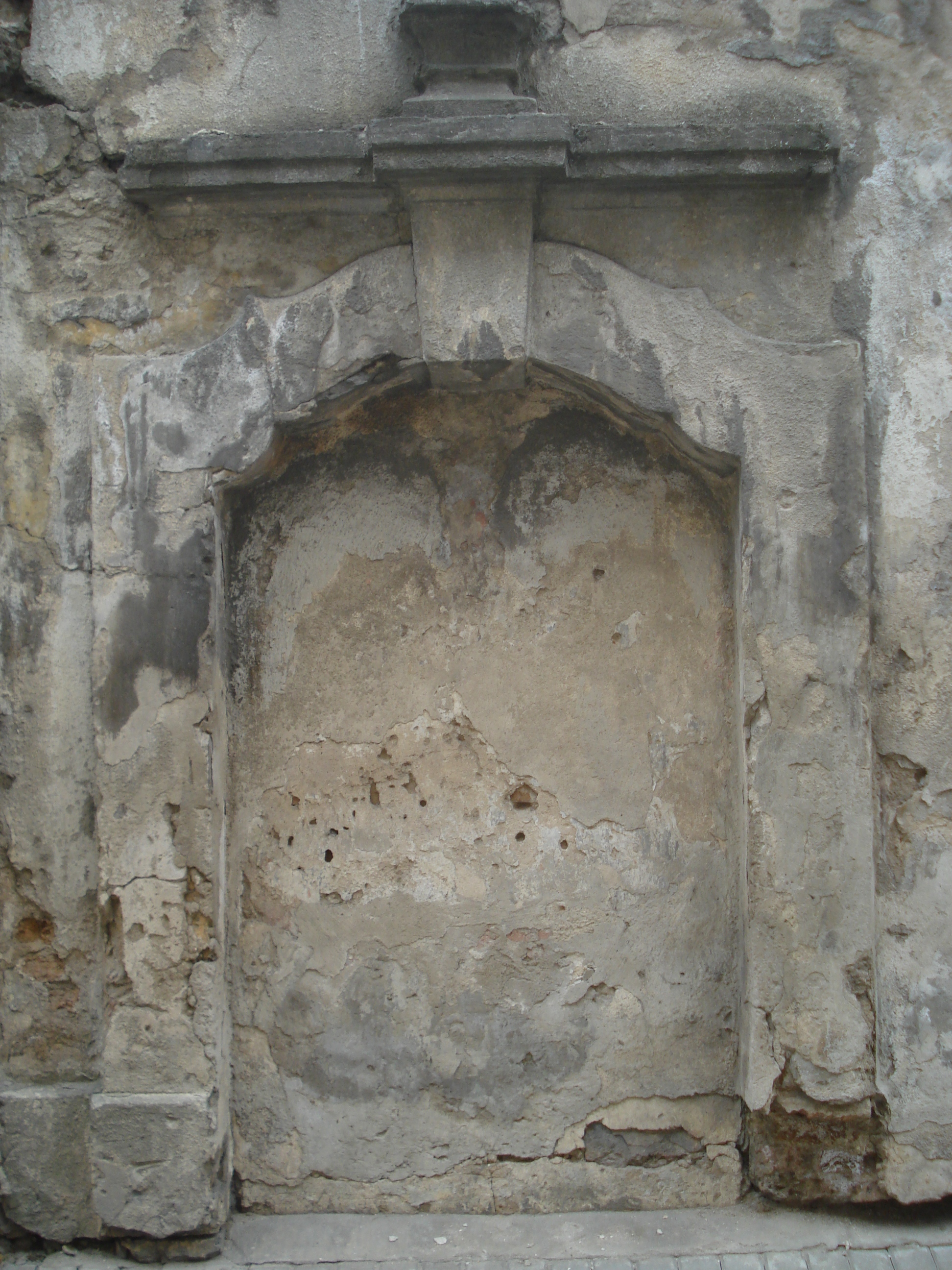
Барочная «брамы» больницы Савича

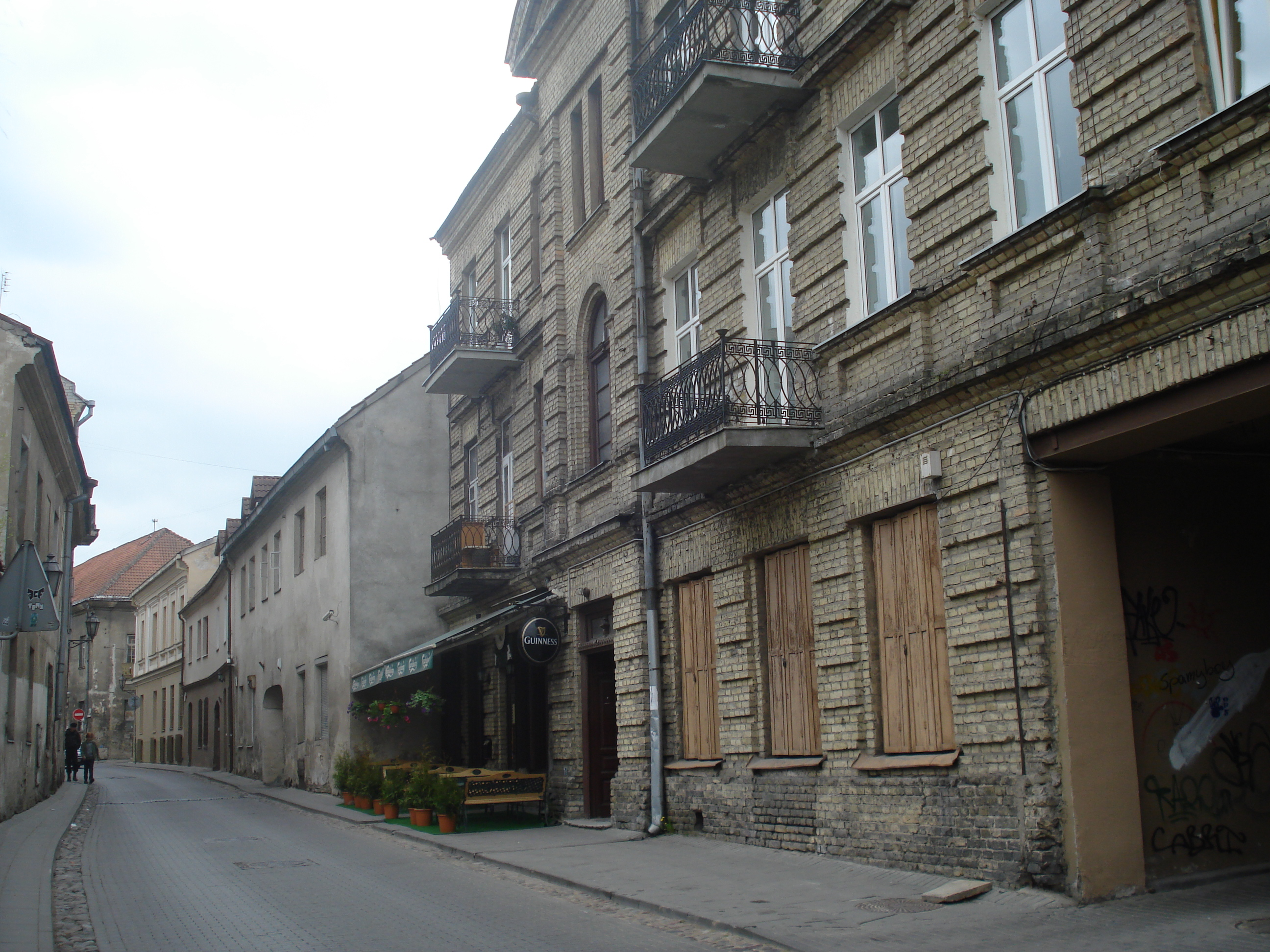
Бокшто 7

В начале улицы по правую сторону стоят три здания. В нижнем этаже первого трёхэтажного классицистского здания жёлтого цвета располагается кафе „D’oro“. Третье двухэтажное здание занимает администрация Литовского художественного музея (Bokšto g. 5). По левую руку в начале улицы, на углу с улицей Латако, находится здание бывшей гостиницы Нишковского, ныне салон „Mados šaltinis“ («Источник моды»). В ней останавливался один из руководителей Восстания 1863 года Зыгмунт Сераковский; незадолго до начала восстания в гостинице состоялось совещание повстанцев. Здесь же в 1905—1914 годах жил, как гласит мемориальная таблица на двухэтажном здании, выдающийся деятель литовского национального возрождения и учёный Йонас Басанавичюс. В соседнем трёхэтажном жилом доме под номером 4 на углу с улицей Ишганитоё на нижнем этаже с начала 1990-х годов располагается Русский культурный центр и его галерея.

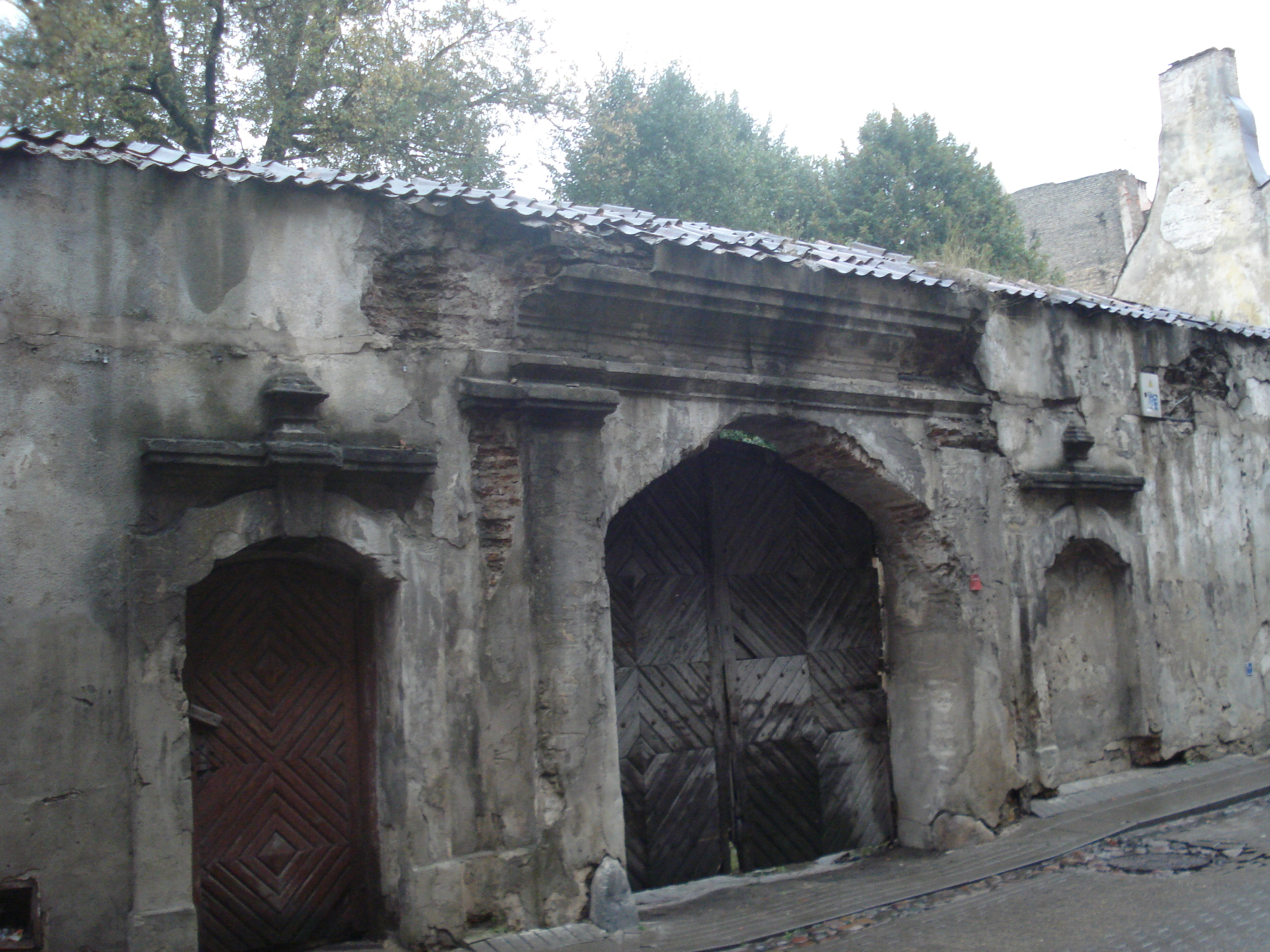
Остатки барочной «брамы» больницы Савича

Напротив здания Литовского художественного музея стоит заброшенное здание бывшей больницы Савича. В XVI веке здесь стоял готический дом, который в XVIII веке перешёл в собственность семейства Савичей. В 1747 году Юзеф Савич Корсак передал его сёстрам милосердия. В соединённых с соседними домами здании работала больница. С 1803 года в ней работали студенты медики императорского Виленского университета под руководством профессора Йозефа Франка. В 1831—1832 годах здесь была университетская клиника. Больница действовала в межвоенный период, а после Второй мировой войны в бывшей больнице Савича располагался кожно-венерический диспансер (ныне улица Бокшто 6, Bokšto g. 6). Здание больницы сохранило черты барокко, особенно отчётливые в характерных воротах с порталом.
Фасад четырёхэтажного дома под номером 8, принадлежавшего Подбипенте, сохранил, несмотря на переделки, первоначальные черты. Здесь провёл детство и раннюю юность Юзеф Пилсудский, один из создателей возрождённой Польши.
По правую руку к зданию музея примыкает трёхэтажное кирпичное здание под номером 7 с баром в нижнем этаже, за ним следуют три жилых дома до угла с улицей Савичяус. В доме на углу с улицей Савичяус (Бокшто 13, Bokšto g. 13) располагается одонтологическая клиника.

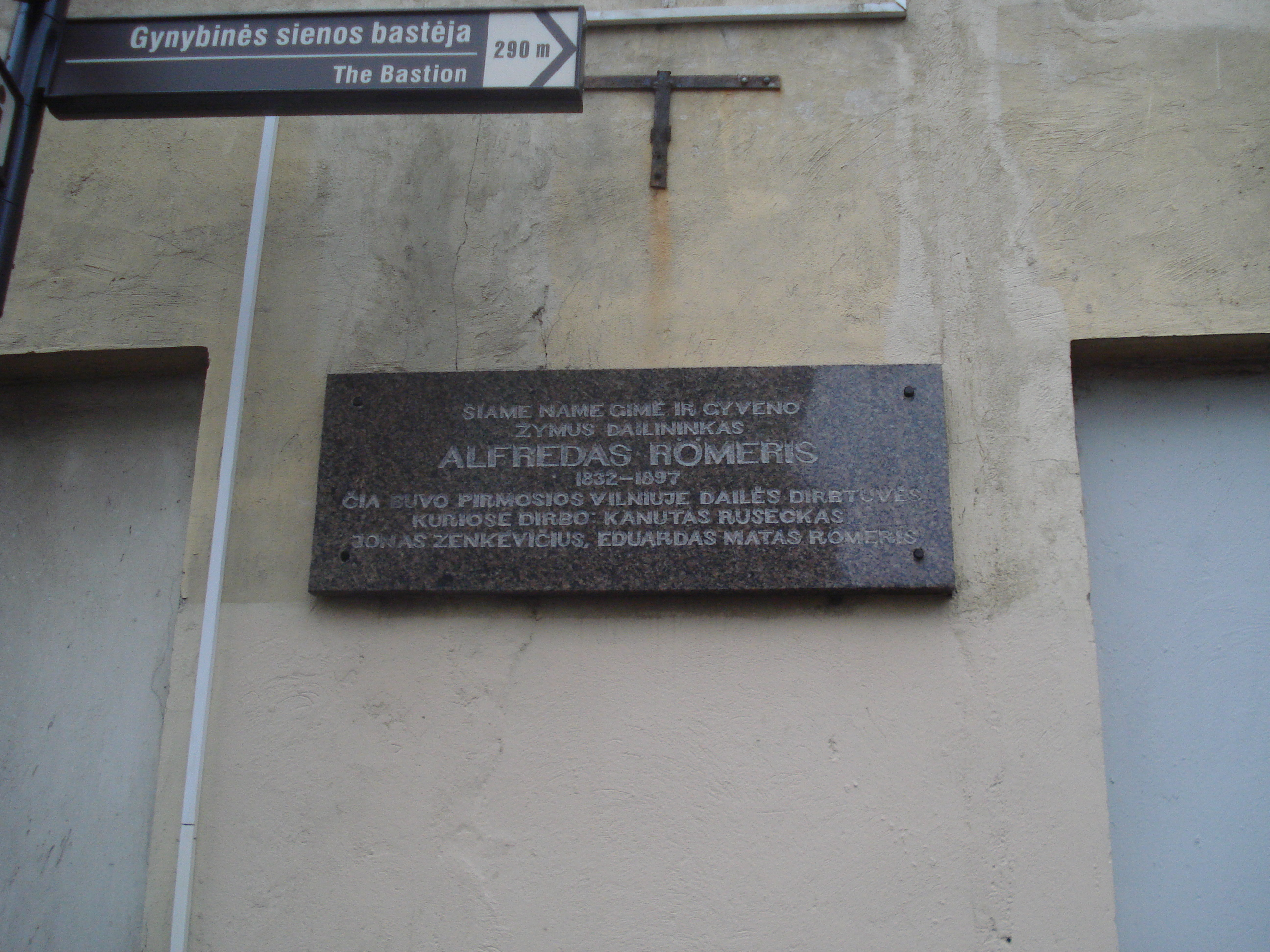
Таблица в память «буды ромеровой»

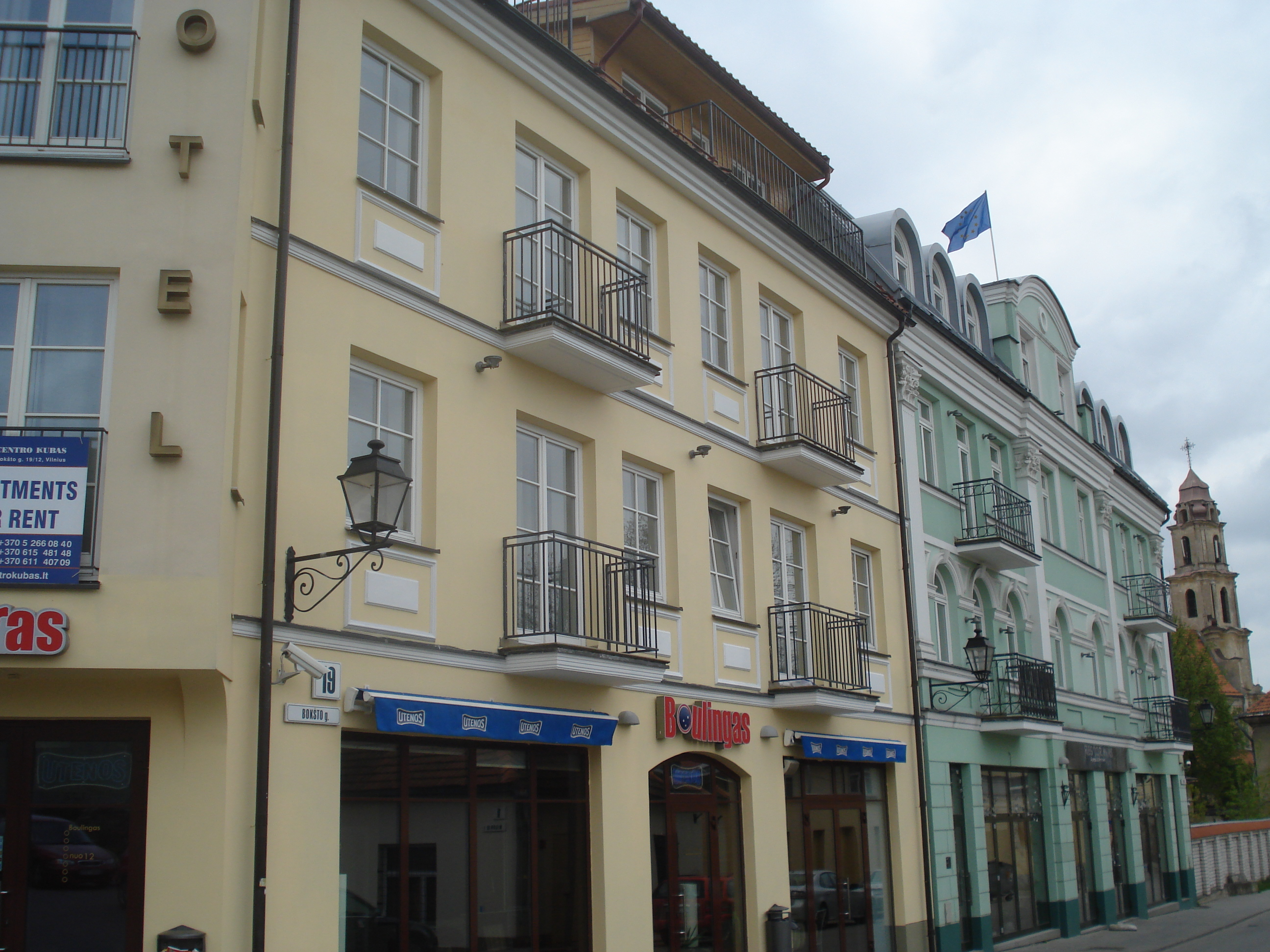
Бокшто 19 и 17

Напротив перекрёстка находится высокая стена с воротами, за которыми сохранилось здание так называемой «буды Ромеровой» во дворе (ныне Бокшто 10, Bokšto g. 10). Здание XVI века с XVIII века принадлежало прибывшим из Ливонии Рёмерам. Здесь в первую четверть XVIII века действовала масонская ложа «Усердный Литвин», затем жил художник Альфред Рёмер и действовала старейшая в Вильне художественная мастерская (дом называли также «Академией Рёмеров»), в которой работали художники Канут Русецкий, его сын Болеслав Русецкий, Ян Зенкевич, Эдвард Мацей Рёмер. В этом же доме жил создатель знаменитого «Виленского альбома» Ян Казимир Вильчинский и выступал с концертами Станислав Монюшко.
По правую сторону за перекрёстком стоит здание бывшего монастыря, в котором во второй половине XIX века располагалась православная духовная семинария (Бокшто 15, Bokšto g. 15). За этим заброшенным двухэтажным зданием вдоль улицы идёт каменный забор; южная часть бывшего монастыря на этом месте была разрушена во время Второй мировой войны. В трёхэтажном доме под номером 17, выкрашенном зелёной краской, нижний этаж занимает ресторан „Penktadienis“ («Пянктаденис»). Вплотную к нему на углу с улицей Швянто Казимеро стоит двухэтажный жёлтый дом отеля с баром и боулингом Barbacan Palace (Švento Kazimiero gatvė 12 / Bokšto g. 19).
По левую сторону на этом отрезке улицы находится несколько невысоких домов, соединённых каменными заборами, в восточном направлении ведёт короткая улица Кудру (Kudrų g.) и открывается широкая панорама города в сторону Заречья.
С правой стороны в конце улицы между улицей Швянто Казимеро и Савичяус расположены два дома и каменная ограда между ними. Двухэтажный дом под номером 21 с большим садом, окружённым длинной каменной оградой, некогда принадлежал Сулистровским. В угловом трёхэтажном доме под номером 23 в нижнем этаже располагается кафе „Kava tau“).
По левую руку за открытым участком до конца улицы стоят отреставрированные и законсервированные остатки бывшей городской стены с бойницами длиной около 150 м. К ним примыкает Барбакан — бывший артиллерийский бастион, а ныне музей (Bokšto g. 20 / 18). Артиллерийский бастион был выстроен королевским архитектором Фридрихом Геткантом около 1640 года. Во время войны с московским государством в 1655—1661 году укрепление было разрушено. В конце XVIII века в этом месте была устроена городская свалка. Во время Первой мировой войны Барбакан был приведён в порядок немцами: были укреплены своды, забетонированы полы, оборудована вентиляция. Во время Второй мировой войны здесь находился склад амуниции, после войны — овощной склад. В 1985—1986 годах Барбакан был отремонтирован и в 1987 году здесь была открыта музейная экспозиция. В настоящее время в этом филиале Национального музея Литвы (Vilniaus gynybinės sienos Bastėja) ведётся ремонт.

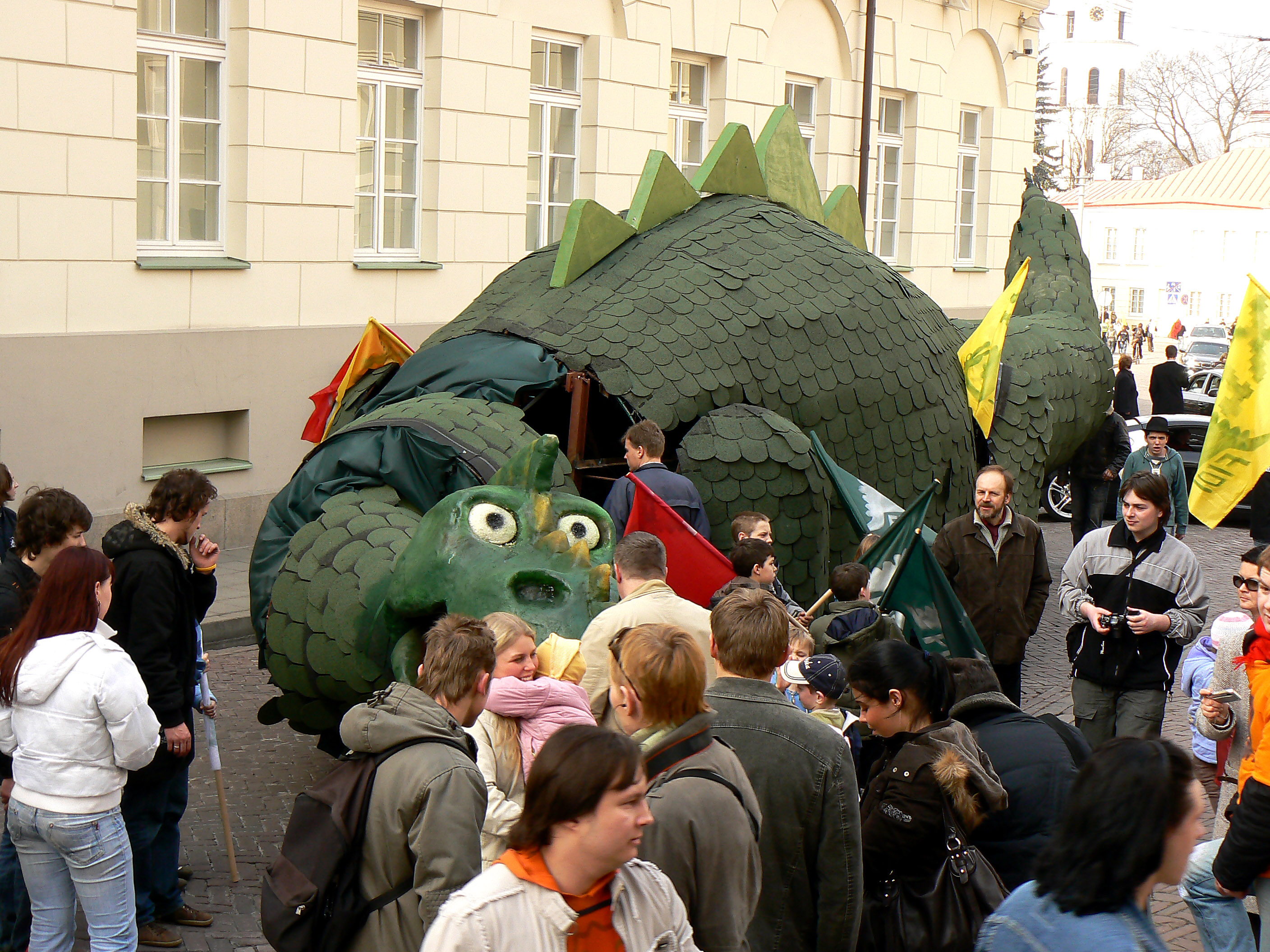
FiDi 2008

С подземельями Барбакана связана легенда о виленском василиске, сторожившем сокровища и взглядом обращавшем приближавшихся людей в камни. По преданию, приговорённый к смертной казни смельчак спустился в подземелье со свечой и зеркалом; чудовище погибло от отражения собственного взгляда. В память об этом весной на Бакште молодёжью устраивалась игра в бой с василиском; после победы над чудищем по городу с шумом возилось чучело василиска. Карнавальные шествия студентов с чучелом василиска продолжались до Второй мировой войны. К этой традиции восходят нынешние походы по городу студентов физического факультета Вильнюсского университета с чучелом динозавра во время Дня физиков FiDi).